# Eruguera pàl·lida
L'eruguera pàl·lida (Edolisoma ceramense) és una espècie d'ocell de la família dels campefàgids (Campephagidae).

## Hàbitat i distribució
Habita boscos i vegetació secundària de les Moluques des de l'illa d'Obi fins Buru, Boano i Seram.